# Bernardo Filipe Governo
Bernardo Filipe Governo OFMCap (* 21. Januar 1939 in Macuse; † 20. Oktober 2013) war Bischof von Quelimane.

## Leben
Bernardo Filipe Governo trat der Ordensgemeinschaft der Kapuziner bei und empfing am 4. Oktober 1969 die Priesterweihe.
Papst Paul VI. ernannte ihn am 31. Mai 1976 zum Bischof von Quelimane. Der Apostolische Delegat in Mosambik, Francesco Colasuonno, spendete ihm am 10. Oktober desselben Jahres die Bischofsweihe; Mitkonsekratoren waren Jaime Pedro Gonçalves, Koadjutorbischof von Beira, und Alberto Setele, Bischof von Inhambane.
Am 10. März 2007 nahm Papst Benedikt XVI. sein aus gesundheitlichen Gründen vorgebrachtes Rücktrittsgesuch an.